# Eupithecia ditrecta
Eupithecia ditrecta là một loài bướm đêm trong họ Geometridae.